# Плимът (Монсерат)
Вижте пояснителната страница за други значения на Плимът.
Плѝмът (на английски: Plymouth, произнася се ˈplɪməθ) е административен център на отвъдморската територия на Великобритания Монсерат.
През юли 1995 вулканът Суфриер произвежда серия от мощни изригвания в резултат, на което лава и пепел покрили големи пространства в южната част на острова включително и град Плимът. Това поставило в опасност близо 4 хилядното му население. На 21 август 1995 г. вулканична пепел обсипва Плимът, а през декември жителите му били евакуирани. Няколко месеца след това им било разрешено да се завърнат по домовете си. На 25 юни 1997 г. обаче при мощно изригване на вулкана загиват 19 души. Пирокластичният поток почти достига до летището. Градът отново е евакуиран. В периода между 4 и 8 август още няколко изригвания разрушават 80% от столицата на острова. Градът бива погребан от слой пепел с дебелина 1 - 4 m. За разчистването му са били нужни булдозери и ред други технически и физически ресурси, а това се оказва твърде скъпо за жителите на острова. Градът бил окончателно напуснат, а южната част на острова бива обявена за закрит район. Повече от две трети напуска острова. Правителството на Монсерат се измества в Брейдс, но Плимът и днес остава де юре столица на острова.